# تاراس شوچنکو
تاراس شوچنکو (به اوکراینی: Тара́с Григо́рович Шевче́нко) یک شاعر و هنرمند و انسان‌شناس اوکراینی بود. آثار ادبی به جا مانده از او پایه و اساس ادبیات مدرن اوکراینی و تا حد زیادی زبان امروزی اوکراین است. شوچنکو همچنین نوشته‌هایی به زبان روسی دارد و آثار ارزشمندی از او به زبان روسی به یادگار مانده‌است.

## نگارخانه

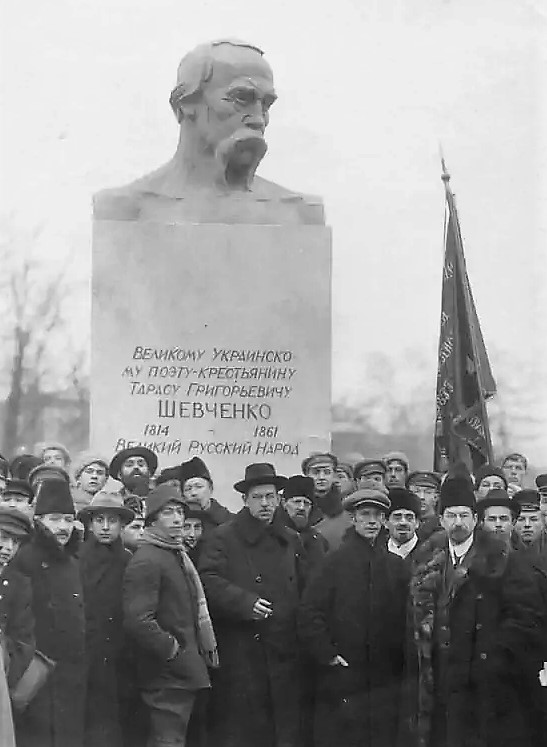
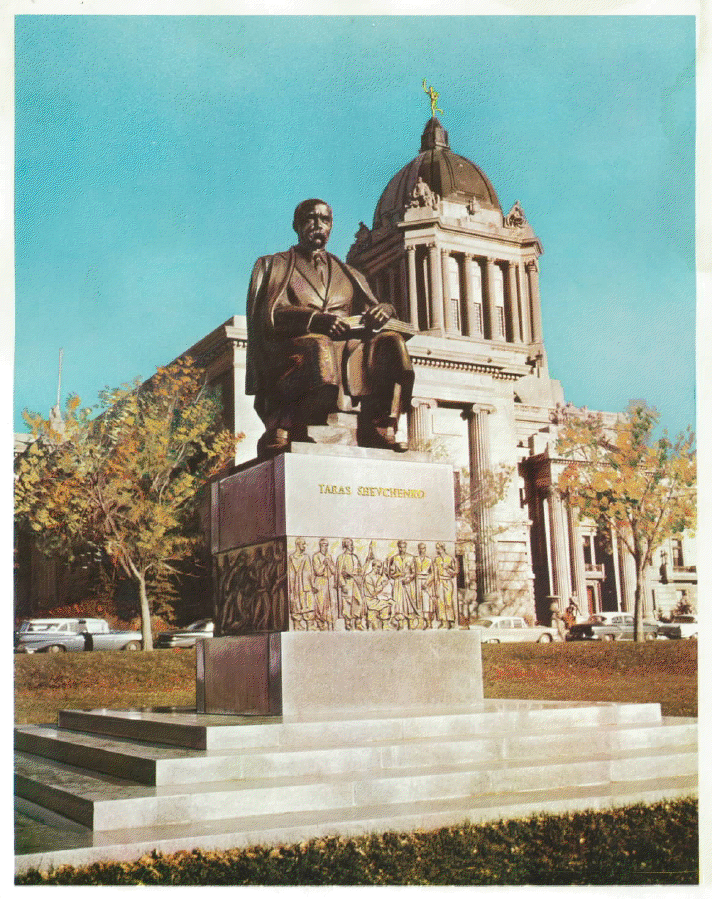
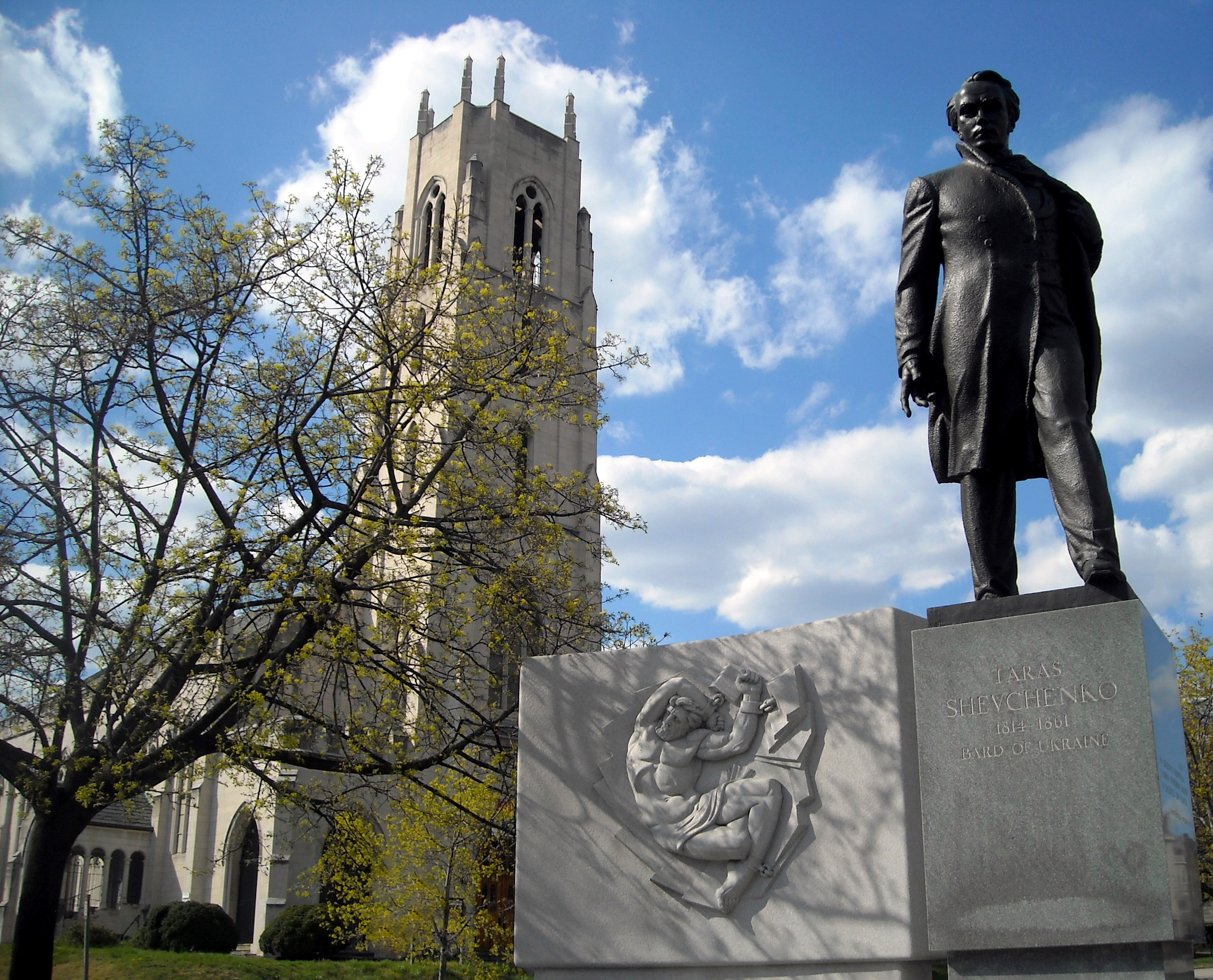
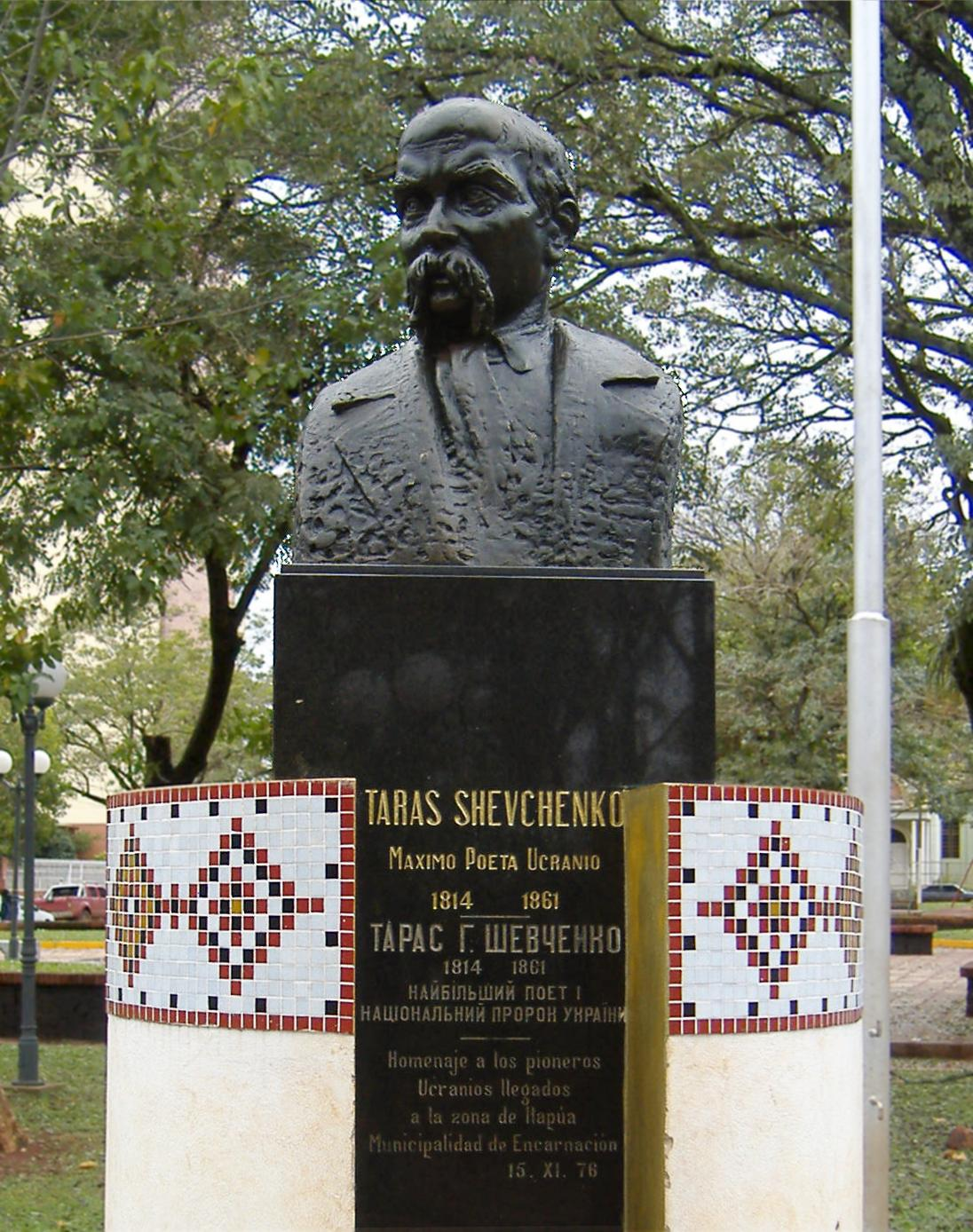
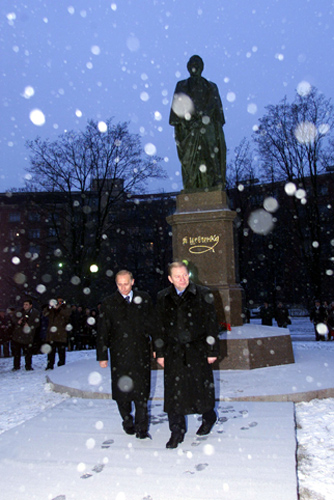
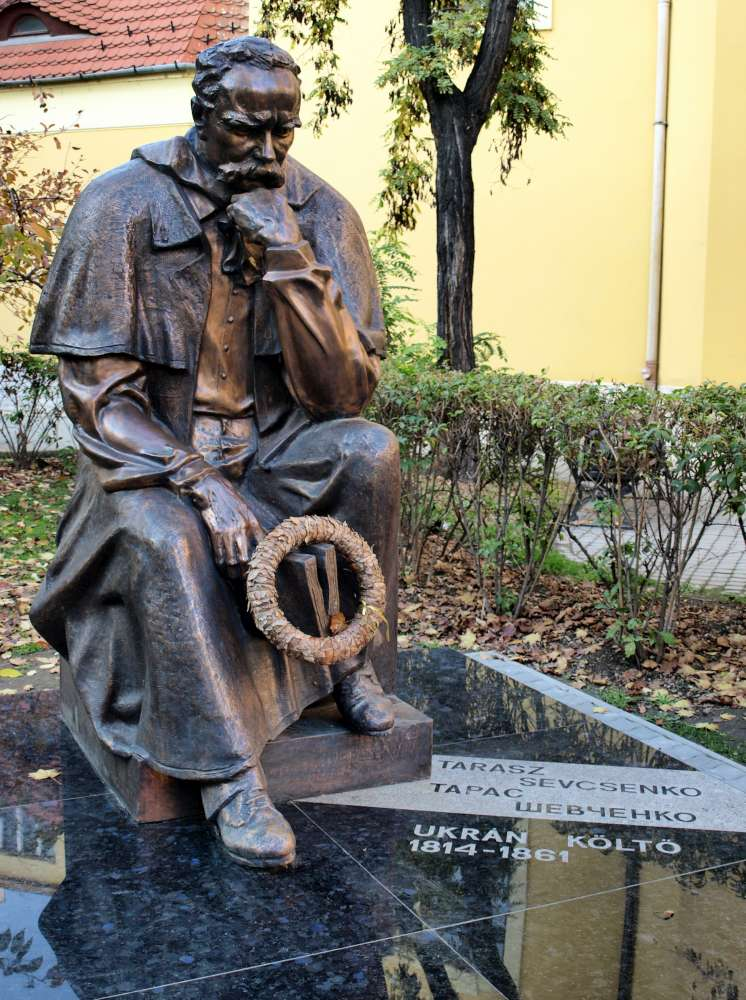
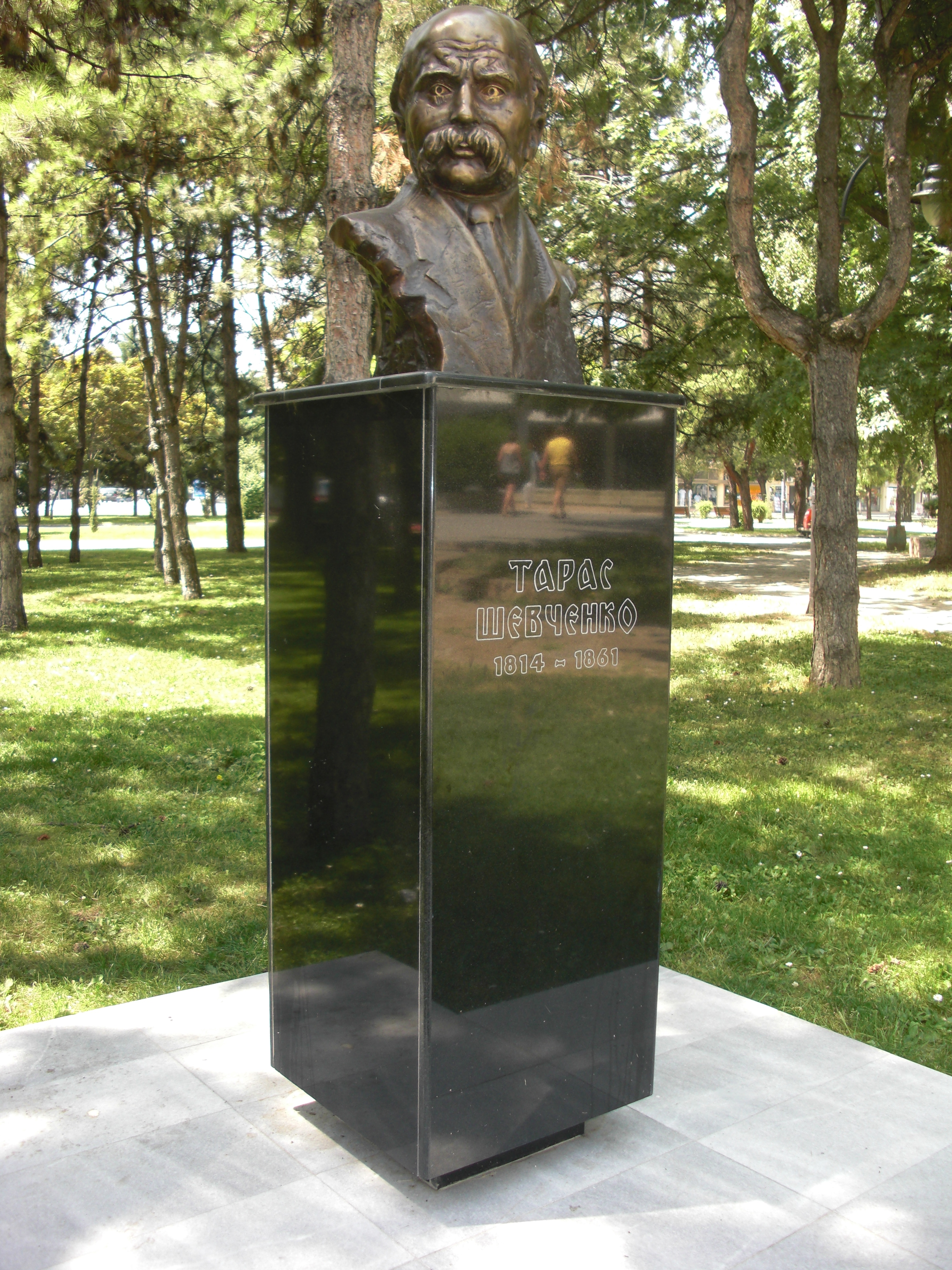
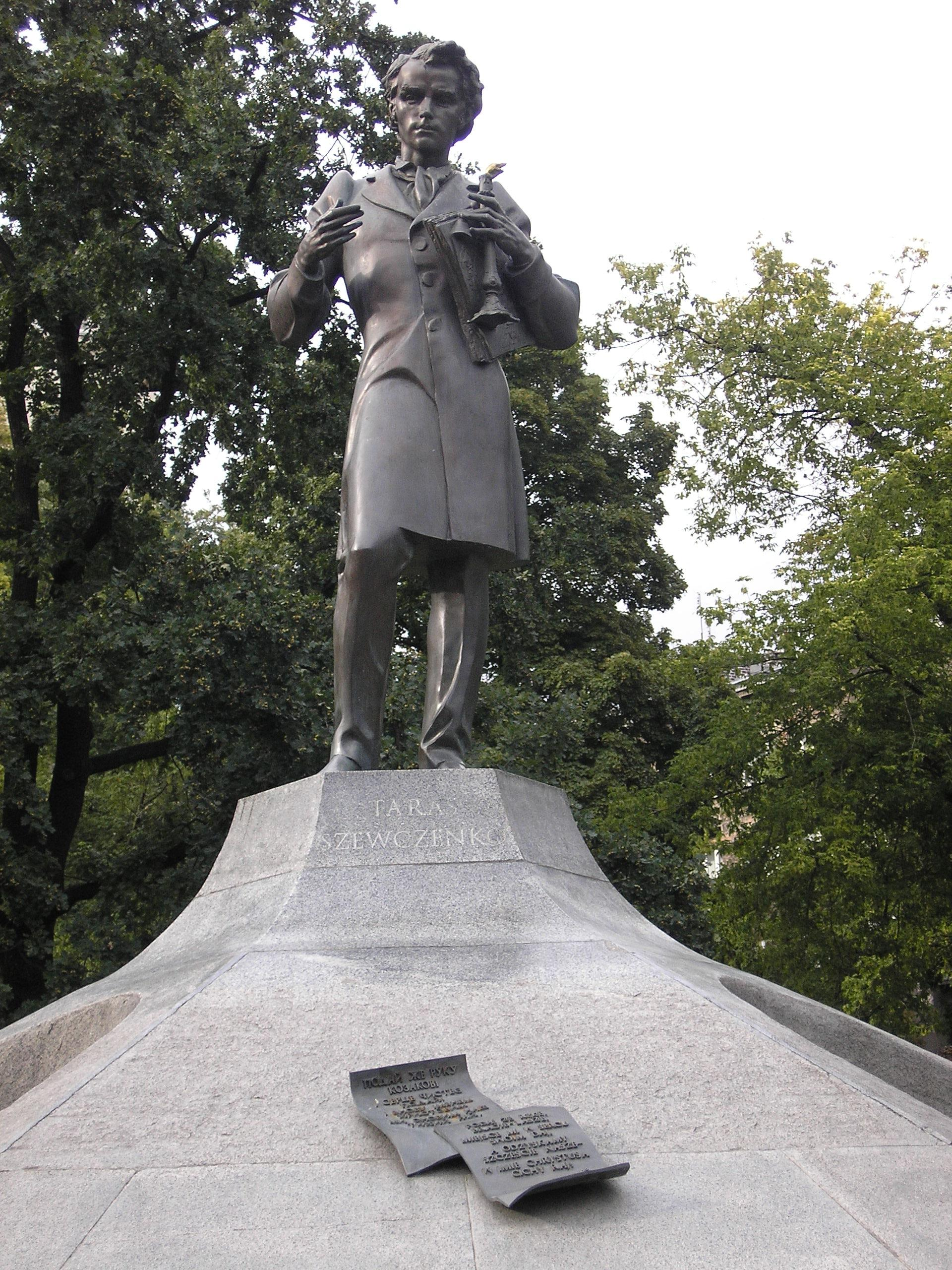